# دهستان زرگان
دهستان زرگان، یکی از دهستان‌های بخش ویس شهرستان باوی در استان خوزستان ایران است. مرکز این دهستان، روستای زرگان ابوفاضل است.

## جمعیت
بر پایه سرشماری عمومی نفوس و مسکن در سال ۱۳۹۵، جمعیت دهستان زرگان برابر با ۸٬۶۷۷ نفر بوده است.